# Науковий працівник
Науковий працівник — особа, яка має вищу освіту, за основним місцем роботи та відповідно до трудового договору (контракту) професійно займається науковою, науково-технічною, науково-організаційною або науково-педагогічною діяльністю та має відповідну кваліфікацію незалежно від наявності наукового ступеня або вченого звання, підтверджену результатами атестації.

## Посади
Основними посадами наукових працівників наукових установ (їхніх філій, інших відокремлених підрозділів), наукових підрозділів юридичних осіб державної та інших форм власності є:
1) керівник (президент, генеральний директор, генеральний конструктор, директор, начальник);
2) заступник керівника (перший віце-президент, віце-президент, заступники генерального директора, генерального конструктора, директора, начальника) з наукової роботи;
3) радник при дирекції наукової установи;
4) член Президії Національної академії наук України або національної галузевої академії наук;
5) радник Президії Національної академії наук України або національної галузевої академії наук;
6) академік - секретар відділення (його заступники);
7) головний учений секретар, учений секретар (їх заступники);
8) керівник (завідувач, секретар відповідальний, головний редактор) та заступники керівника (завідувача, секретаря відповідального, головного редактора) наукового підрозділу, наукового видавництва, редакції наукового видання;
9) головний конструктор, головний інженер, головний технолог з основного напряму діяльності наукової установи, організації, закладу та їх заступники;
10) провідний конструктор, провідний інженер, провідний технолог з основного напряму діяльності наукової установи, організації, закладу;
11) провідний редактор наукового видавництва, періодичного наукового видання;
12) головний науковий співробітник;

13) провідний науковий співробітник;
14) старший науковий співробітник;
15) науковий співробітник;
16) науковий співробітник-консультант;
17) молодший науковий співробітник.